# Horn-Bad Meinberg
Horn-Bad Meinberg är en stad i Kreis Lippe i Regierungsbezirk Detmold i förbundslandet Nordrhein-Westfalen i Tyskland.